# Kanterydgölen
Kanterydgölen är en sjö i Ronneby kommun i Blekinge och ingår i Nättrabyån-Ronnebyåns kustområde. Sjön är 9,6 meter djup, har en yta på 0,0795 kvadratkilometer och är belägen 68,3 meter över havet.

## Delavrinningsområde
Kanterydgölen ingår i det delavrinningsområde (622903-146905) som SMHI kallar för Mynnar i havet. Medelhöjden är 44 meter över havet och ytan är 51,59 kvadratkilometer. Det finns inga avrinningsområden uppströms utan avrinningsområdet är högsta punkten. Avrinningsområdets utflöde Angelån mynnar i havet. Avrinningsområdet består mestadels av skog (58 procent), öppen mark (12 procent) och jordbruk (21 procent). Avrinningsområdet har 0,87 kvadratkilometer vattenytor vilket ger det en sjöprocent på 1,7 procent. Bebyggelsen i området täcker en yta av 2,34 kvadratkilometer eller 5 procent av avrinningsområdet.